# Kopsenni
De Kopsenni is een berg die ligt op het eiland Streymoy, Faeröer. De berg heeft een hoogte van 789 meter en is daarmee de hoogste van het eiland.